# الدوري القبرصي الدرجة الرابعة 1992–1993
الدوري القبرصي الدرجة الرابعة 1992–1993 هو الموسم 8 من الدوري القبرصي الدرجة الرابعة ‏. أشرف على تنظيمه اتحاد قبرص لكرة القدم، وفاز فيه Ethnikos Latsion FC ‏، وFotiakos Frenarou ‏، وAPEY Ypsona ‏.